# George Box
Pour les articles homonymes, voir Box.
George Edward Pelham Box, né le 18 octobre 1919 à Gravesend, Kent et mort le 28 mars 2013  à Madison, Wisconsin, est un statisticien, qui a apporté d'importantes contributions aux domaines du contrôle qualité, des séries temporelles et de l'inférence bayésienne. Il a obtenu de nombreux prix dont la médaille Shewhart (en 1968), un prix Samuel-Wilks (en 1972), la R. A. Fisher Lectureship (en 1974), et la médaille Guy d'or (en 1993).
On lui doit la célèbre citation : « Tous les modèles sont faux, mais certains sont utiles. »

## Biographie
George Box étudie la chimie lorsque la Seconde Guerre mondiale éclate. Il est alors enrôlé dans l'armée britannique et est chargé d'étudier les conséquences d'une éventuelle attaque au gaz des Allemands. C'est en menant des expériences sur les effets des différents gaz sur les animaux de laboratoires qu'il comprend l'intérêt des méthodes statistiques et découvre le livre de Ronald Aylmer Fisher.
En 1960, il est engagé par l'université du Wisconsin pour créer le département de statistiques où il est resté jusqu'à la fin de sa carrière.
L'European Network for Business and Industrial Statistics (ENBIS) décerne depuis 2003 la médaille George-Box en son honneur.

## Vie privée
Il a épousé Joan Fisher Box, la fille de Ronald Aylmer Fisher, le père des statistiques modernes.

## Publications
- Box, G. E. P. et Jenkins, G. (1970) Times series analysis. Forecasting and control. Wiley, New York.
- Box, G. E. P. et Tiao, G. (1973) Bayesian inference in statistical analysis. Wiley, New York.
- Box, G. E. P., Hunter, W.G., Hunter, J. S., (1978) Statistics for Experimenters, In Introduction to Design Data Analysis and Model Building. Wiley, New York
- Box, G. E. P. et Luceño, A. (1997) Statistical control by monitoring and feedback adjustment. Wiley, New York, 328 pp.
- Box, G. E. P An Accidental Statistician: The Life and Memories of George E. P. Box 2013

## Prix et distinctions
- 1968 : médaille Shewhart
- 1972 : prix Samuel-Wilks
- 1974 : R. A. Fisher Lectureship
- 1993 : médaille Guy d'or
- 2003 : médaille George-Box
- 2010 : Brumbaugh Award[2]

## Source
- (en) Cet article est partiellement ou en totalité issu de l’article de Wikipédia en anglais intitulé « George E. P. Box » (voir la liste des auteurs).